# Chikodi
Chikodi é uma cidade no distrito de Belgaum, no estado indiano de Karnataka.

## Geografia
Chikodi está localizada a 16° 26′ N, 74° 36′ L. Tem uma altitude média de 683 metros (2240 pés).

## Demografia
Segundo o censo de 2001, Chikodi tinha uma população de 32 820 habitantes. Os indivíduos do sexo masculino constituem 51% da população e os do sexo feminino 49%. Chikodi tem uma taxa de literacia de 73%, superior à média nacional de 59,5%; a literacia no sexo masculino é de 79% e no sexo feminino é de 66%. 12% da população está abaixo dos 6 anos de idade.